# 议堂镇
议堂镇，是中华人民共和国江苏省徐州市邳州市下辖的一个乡镇级行政单位。

## 行政区划
议堂镇下辖以下地区：
陈楼社区、崔家社区、王庄社区、南戴庄村、柳新村、议堂村、潘庄村、薛桃村、黄海村、龚湖村、许洼村、张单村、沙埠村、庄路村和朱楼村。